# Casa del Senyor Font
La Casa del Senyor Font és una obra eclèctica de Gelida (Alt Penedès) protegida com a Bé Cultural d'Interès Local.

## Descripció
Edifici entre mitgeres de tres crugies. Consta de soterrani, planta baixa i un pis. La coberta és de teula àrab. Al coronament de la façana es troba un imatge del Sagrat Cor. L'edifici presenta una estructura que s'insereix en l'estètica de l'eclecticisme, tot i que l'ornamentació expressa petites insinuacions modernistes.